# Premios Flaiano
Los Premios Flaiano (en italiano: Premi Flaiano) son un conjunto de premios internacionales que reconocen los logros en los campos de la escritura creativa, el cine, el teatro, la televisión y la radio en Italia.

## Historia
Establecidos en honor del autor y guionista Ennio Flaiano (1910-1972), los premios se conceden anualmente desde 1974 en el Teatro Monumentale Gabriele D'Annunzio de Pescara, ciudad natal de Flaiano.
Desde 2001, la sección de cine se ha convertido en un verdadero festival de cine, que consiste en varios eventos y selecciones de películas presentadas en los cines de la ciudad y abiertas al público en general. El Festival de Cine de Flaiano es uno de los festivales internacionales de cine de Italia y dura un mes (entre junio y julio de cada año), con la participación de miles de espectadores.
El festival se enriquece con varios eventos menores cada año y se divide en varias secciones para las que se conceden premios. Entre ellos se encuentran los de mejor película, mejor película extranjera, actores masculinos y femeninos, director, fotógrafo, montaje, banda sonora, escenografía y vestuario. Se concede un premio especial del jurado, la mejor película de estreno y también un galardón al mérito. El máximo premio que se concede es el Flaiano de oro a mejor película, que se reserva a los guionistas de cine, directores, intérpretes y críticos italianos y extranjeros.